# Banneville-sur-Ajon
Banneville-sur-Ajon – miejscowość i dawna gmina we Francji, w regionie Normandia, w departamencie Calvados. W dniu 1 stycznia 2016 roku z połączenia dwóch ówczesnych gmin – Banneville-sur-Ajon oraz Saint-Agnan-le-Malherbe – powstała nowa gmina Malherbe-sur-Ajon. Siedzibą gminy została miejscowość Banneville-sur-Ajon. W 2013 roku populacja Banneville-sur-Ajon wynosiła 398 mieszkańców. 